# Nomada nesiotica
Nomada nesiotica är en biart som beskrevs av Mavromoustakis 1958. Nomada nesiotica ingår i släktet gökbin, och familjen långtungebin. Inga underarter finns listade i Catalogue of Life.